# Морской ястреб (фильм, 1940)
«Морской ястреб» (англ. The Sea Hawk) — чёрно-белая романтическая мелодрама 1940 года о приключениях капера-англичанина Джеффри Торпа, наделенного некоторыми чертами реального исторического персонажа Фрэнсиса Дрейка, в эпоху Елизаветы I.

## Сюжет
В начале фильма король Испании Филипп II описывает свои планы по завоеванию Европы и планирует воплотить его в жизнь, начав с Англии. Чтобы успокоить бдительность королевы Елизаветы I, он направляет к её двору посольство во главе со своим придворным доном Хосе Альваресом, а сам тем временем начинает разрабатывать план нападения. Министры Елизаветы в свою очередь убеждают её построить флот, но королева колеблется, так как это разорительное предприятие может опустошить казну.
По пути в Англию испанское судно с послом на борту захвачено и ограблено каперами-англичанами, которыми командует капитан Джеффри Торп. Торп берёт в плен дона Альвареса и его племянницу, прекрасную донну Марию, и препровождает их на борт своего корабля под названием «Альбатрос». Будучи с первого взгляда покорен красотой молодой испанки, капитан делает благородный жест и возвращает девушке её драгоценности. Вскоре неприязнь донны Марии к красивому капитану проходит, и девушка влюбляется в него.
Оказавшись в Англии, дон Альварес и его племянница прибывают ко двору королевы. Посол добивается аудиенции и жалуется Елизавете на бесчинства её каперов. Дабы не подвергать опасности мир с Испанией, королева призывает к себе своих «морских ястребов» и публично осуждает их за грабеж испанских судов. В отсутствие посла капитан Торп просит королеву позволить ему напасть на перевозящую золото испанскую флотилию. Елизавета знает, какова будет реакция Испании, но тем не менее даёт согласие.
Заподозрив неладное, лорд Вульфингем — министр Елизаветы и шпион испанского короля — посылает своего агента выяснить, куда держит курс корабль Торпа. Тому не удаётся узнать ничего подозрительного, лишь официальную информацию о том, что капитан отправился в торговую экспедицию в Египет. Успокоившись, лорд Вульфингем и дон Альварес приказывают своим людям захватить в плен «Альбатрос» и самого капитана. Тем временем англичане, как и было задумано, настигают испанскую флотилию, но попадают в ловушку. Истребив большую часть команды, испанцы отправляют немногих выживших — и в том числе капитана Торпа — в Испанию, где их приговаривают к пожизненным работам на каторге.
В присутствии племянницы дон Альварес сообщает Елизавете о судьбе Торпа. Услышав, какая страшная участь постигла её возлюбленного, донна Мария падает в обморок. Далее посол позволяет себе оскорбительные высказывания в адрес королевы, и Елизавета изгоняет его прочь.
Тем временем Торп знакомится с англичанином по имени Эббот, которого отправили на каторгу за то, что он каким-то образом проведал о коварных планах Филиппа II. Однажды ночью англичане хитростью освобождаются, проникают на испанское судно и похищают секретные документы испанцев, подтверждающие их вероломные намерения, после чего Торп и его люди захватывают корабль и отплывают в Англию.
Попав в немилость к королеве, дон Альварес собирается вернуться в Испанию. Не зная о бегстве Торпа, посол с племянницей приезжает на пристань и один поднимается на борт корабля, ещё в Испании захваченного англичанами, и капитан берёт его в плен. Далее Торп и прекрасная испанка, которая решила остаться в Англии, объясняются друг другу в любви в карете по дороге во дворец. Тем временем шпион лорда Вульфингема узнает капитана и, поставив в известность дворцовую стражу, пытается схватить его.
Несмотря ни на что Торпу удаётся прорваться, по пути вступив в поединок с лордом Вульфингемом и заколов его, и предупредить Елизавету об угрозе со стороны Испании. За преданность и отвагу королева в присутствии донны Марии посвящает бравого капитана в рыцари и объявляет о своём намерении построить флот, чтобы защитить рубежи Англии от посягательств Филиппа II.

## В ролях
- Эррол Флинн — капитан Джеффри Торп
- Бренда Маршалл — Донна Мария Альварес де Кордоба
- Клод Рейнс — Дон Хосе Альварес де Кордоба
- Дональд Крисп — сэр Джон Берлсон
- Флора Робсон — королева Елизавета I
- Генри Дэниелл — лорд Вульфингем
- Джеймс Стивенсон — Эббот
- Алан Хейл — Карл Питт
- Уна О'Коннор — мисс Латам
- Монтегю Лав — король Испании Филипп II
- Уильям Ландигэн — Дэнни Логан
- Гарри Кординг — рабовладелец
- Роберт Уорик — Фробишер

В титрах не указаны
- Фрэнк Уилкокс — Мартин Барретт
- Эдгар Бьюкенен — Бен Роллинс

## Факты
- В 1941 году фильм номинировался на премию «Оскар» в четырёх категориях: лучшая музыка (Эрих Вольфганг Корнгольд), лучшая работа художника (Антон Грот), лучшая запись звука (Натан Левинсон), лучшие специальные эффекты (Байрон Хэскин, Натан Левинсон).
- Несмотря на совпадение названия, фильм не имеет отношения к одноименному роману Рафаэля Сабатини.
- На роль капитана Торпа претендовал Деннис Морган, а на роль донны Марии — Джеральдин Фицджеральд и Оливия де Хэвилленд, которая ранее уже играла с успехом в паре с Эрролом Флинном в приключенческих фильмах «Одиссея капитана Блада» (1935) и «Приключения Робина Гуда» (1938).
- Актриса Флора Робсон ранее уже исполняла роль королевы Елизаветы I — в фильме 1937 года «Пламя над Англией».
- В целях экономии на съёмках использовались многие костюмы и предметы реквизита из картины «Частная жизнь Елизаветы и Эссекса» (1939).